# Die Walküre
Die Walküre is een opera van Richard Wagner die wordt opgevoerd op de eerste dag van Wagners tetralogie Der Ring des Nibelungen, die bestaat uit een vooravond (Das Rheingold) en drie dagen (respectievelijk Die Walküre, Siegfried en Götterdämmerung).

## Synopsis

### Voorgeschiedenis
Sinds Das Rheingold heeft Wotan niet alleen negen Walkuren verwekt, maar ook de tweeling Siegmund en Sieglinde, en het geslacht van de Wälsungen. De tweeling wordt al jong gescheiden van elkaar, want toen Siegmund en zijn vader op een dag terugkwamen van de jacht, hadden rovers zijn moeder vermoord en zijn zuster ontvoerd. Sieglinde werd uitgehuwelijkt aan Hunding, een lid van de roversbende. Op het huwelijksfeest verscheen een vreemdeling (feitelijk vader Wolfe = Wotan), die het zwaard Nothung stootte in de stam van een es. Tot nu toe is het niemand gelukt het zwaard eruit te trekken. Inmiddels is Siegmund het spoor van zijn vader kwijt; hij weet eigenlijk niet meer hoe hij zelf heet en wordt voortdurend achtervolgd door rampspoed.

### Eerste bedrijf
Opgejaagd door tegenstanders en een hevige storm betreedt een uitgeputte Siegmund het huis van Hunding. Hij noemt zichzelf Wehwalt en wordt liefdevol opgevangen door Sieglinde, de vrouw des huizes. De twee voelen onmiddellijk een bepaalde band. Als Hunding van de jacht thuiskomt herkent hij, na verloop van tijd, in Siegmund de vijand die hij eerder die dag met zijn clan heeft opgejaagd. Niettemin biedt hij Siegmund onderdak voor één nacht. De volgende dag, zo kondigt Hunding aan, zal hij met Siegmund duelleren. Sieglinde, die Hunding een slaapdrank heeft gegeven, vertelt Siegmund over het zwaard. Siegmund herinnert zich dat zijn vader hem "voor als de nood aan de man komt" een zwaard beloofd had en hij is ervan overtuigd dat dit dat zwaard is. Siegmund en Sieglinde beseffen inmiddels dat ze elkaars broer en zus zijn. Siegmund zingt daarop de beroemde aria Winterstürme wichen dem Wonnemond. Sieglinde wijst hem het zwaard Nothung en Siegmund trekt het uit de stam. De tweeling vlucht weg in de lentenacht.

### Tweede bedrijf
Fricka, Wotans echtgenote, heeft lange tijd zijn vreemdgaan geduld in de hoop zo haar huwelijk te redden. Nu is echter de maat vol; de incestueuze relatie tussen Siegmund en Sieglinde is flagrant in strijd met haar normen en waarden. Zij eist dat Wotan niet Siegmund, maar Hunding ter zijde zal staan in het aanstaande duel tussen de twee. Wotan besluit uiteindelijk toe te geven en beklaagt zich over zijn lot. Verslagen als hij is, wil hij nog maar één ding: het Einde. Brünnhilde, zijn dochter en een van de Walkuren, krijgt de ondankbare taak om Wotans beslissing uit te voeren. Als ze echter geconfronteerd wordt met Siegmunds oprechte liefde voor Sieglinde kiest zij voor de liefde en beschermt ze Siegmund. Dan verschijnt Wotan ten tonele en hij verbrijzelt het zwaard Nothung, zodat Siegmund weerloos is. Hunding verslaat Siegmund en Brünnhilde vlucht met Sieglinde en de brokstukken van het zwaard.

### Derde bedrijf
De Walkuren zijn bezig de gesneuvelde helden naar het Walhalla te brengen. Brünnhilde arriveert als laatste met Sieglinde. Zij vertelt waarom ze Sieglinde heeft gered en ze vraagt haar zusters hen te beschermen tegen de woede van hun vader. De zusters deinzen hiervoor terug. Brünnhilde geeft de brokstukken van het zwaard aan Sieglinde en zegt haar te vluchten. Sieglinde is zwanger, als haar voorbestemde zoon Siegfried geboren is zal deze het zwaard weer aaneen smeden. Brünnhilde ziet haar vader onder ogen. De wraakzuchtige Wotan verbant haar uit het Walhalla, ontneemt haar haar goddelijke krachten en zal haar laten verzinken in een diepe slaap. Ze zal toebehoren aan de eerste de beste man die haar zal laten ontwaken. Uiteindelijk, op Brünnhildes verzoek (de aria: furchtlos freiester Held), omgeeft Wotan de rots waar ze ligt met een vlammenzee waar alleen een onbevreesde held doorheen kan dringen.

## Trivia
Een van de muzikale thema's (De Walkurenrit) is verwerkt in de film Apocalypse Now, een oorlogsfilm over de Vietnamoorlog. In de scène wordt een helikopteraanval uitgevoerd.
- Kilgore: "We'll come in low out of the rising sun and about a mile out we'll put on the music."
- Lance: "Music?"
- Kilgore: "Yah. I use Wagner. It scares the hell out of the Slopes."

Hierna wordt Wagner afgespeeld met behulp van een bandrecorder en hoornluidsprekers die aan de onderkant van de helikopter bevestigd zijn.
- Het zwaard dat door niemand uit een stam kan worden getrokken, is een thema dat ook bekend is uit de sage van koning Arthur.
- Het zwaard dat gebroken is en door niemand hersteld kan worden, komt ook voor als Narsil in In de Ban van de Ring.